# InfoSpace
Infospace, Inc.是一家擁有多個网络搜索引擎、在线目录和元数据的美国公司。该公司旗下搜索网站有Dogpile、WebCrawler以及MetaCrawler。 2012年，公司更名为Blucora后，其旗下的多個业务被出售给数据管理公司OpenMail，而更名後的公司業務以稅務軟件為主。

## 历史
该公司由Naveen Jain于1996年3月创立。   當時InfoSpace向网站和移动设备制造商提供电话簿、地图、游戏和股市信息等資訊。  1998年12月 15日，該公司在納斯達克上市。
2000年7月，InfoSpace收购了Go2Net。
2004年，InfoSpace收购了在线黄页服务提供商Switchboard。 
2007年9月，InfoSpace把自己的目录服务業務出售給 Idearc。 

## 更名
2012年1月，InfoSpace收购了报税软件公司TaxAct， 同時InfoSpace更名为Blucora。 2014年4月21日，Blucora從Discovery Communications手中收購了博闻网。